# Kliutxí (Crimea)
|  | Per a altres significats, vegeu «Kliutxí». |

Kliutxí (en ucraïnès: Ключі, en rus: Ключи) és un poble de la República Autònoma de Crimea a Ucraïna, que el 2014 tenia 323 habitants. Pertany al districte de Simferòpol.